# Орландина
«Орланди́на» (первоначальное название — «Свида́ние») — песня, написанная в 1970 году творческим дуэтом А. Х. В. (Алексей «Хвост» Хвостенко и Анри Волохонский) на музыку французского шансонье Жана Ферра. Сюжет песни позаимствован из романа Яна Потоцкого «Рукопись, найденная в Сарагосе». Наряду с песней «Город золотой» стала одним из самых известных и исполняемых произведений на стихи Волохонского.

## История создания
У Алексея Хвостенко в Москве были французские друзья, преподававшие в МГУ и удовлетворявшие его интерес к французскому языку и культуре. С их помощью Хвостенко с Волохонским получали возможность слушать записи французских исполнителей того времени, недоступные для большинства советских граждан. Хвостенко любил творчество шансонье Жоржа Брассенса, и ему запомнилась песня-посвящение Брассенсу "À Brassens" другого исполнителя — Жана Ферра, написанная им в 1963 году.
В 1970 году Волохонский и Хвостенко сочинили на музыку Жана Ферра новые слова и назвали получившуюся песню «Свидание»:
| Сочинять песню мы начали в поезде (Ленинград — Псков) и закончили в псковской столовой перед домом А. Славина, в то время бывшего художником в местном драматическом театре. |

Сюжет был позаимствован из известного романа Яна Потоцкого «Рукопись, найденная в Сарагосе», в оригинале написанного также на французском языке. По сюжету романа история эта вычитана протагонистом в книге из библиотеки каббалиста (приём «роман в романе»).

## Сюжет
Одна из глав «Рукописи, найденной в Сарагосе» рассказывает о молодом распутнике, сыне богатого советника Тибальде, который однажды после пирушки с приятелями поклялся отдать дьяволу «свою кровь и душу» за ночь любви с его дочерью. В это же мгновенье он увидел молодую прекрасную девушку, робкую, доверчивую и неискушённую. Девушка представилась Орландиной. Юноша проводил Орландину до дома и без труда получил приглашение остаться на ужин и провести с ней ночь. Но не успел он донести Орландину до кровати, как неожиданно прекрасная незнакомка обратилась в чудовище, Вельзевула. Наутро юношу нашли лежащим на свалке падали на разлагающемся трупе животного и, ещё живого, отнесли к отцу. Часы его были сочтены, но перед смертью он успел покаяться в грехах явившемуся неизвестно откуда монаху-отшельнику. 
Сюжет песни значительно упрощён, но, в целом, не противоречит исходной истории. Повествователь встречает ночью на улице прелестную незнакомку, в которой узнаёт Орландину, которую когда-то покинул (здесь отличие от источника). Герой теряет голову, но тут Орландина превращается в Люцифера и поражает героя:

«Видишь ли, я не Орландина. 

Да, я уже не Орландина. 

Знай, я вообще не Орландина. 

Я — Люцифер.

Видишь, теперь в моих ты лапах, 

Слышишь ужасный серы запах

И гул огня!» 

Так завопил он и вонзил свой зуб, 

В мой бедный лоб свой древний медный зуб 

Сам Сатана.

На этом история заканчивается.

## Издание песни
В 1991 году Алексей Хвостенко подарил песню молодой женской группе «Колибри». Песня стала одной из самых популярных в репертуаре коллектива и, в исполнении Натальи Пивоваровой, под названием «Орландина» была издана на дебютном альбоме «Манера поведения» (1991).
Песня открывает первый совместный альбом Алексея Хвостенко и рок-группы АукцЫон «Чайник вина» (1992). Альбом стал началом многолетнего и плодотворного сотрудничества исполнителя и коллектива. В 1995 году был записан совместный квартирник «Опыт постороннего творческого процесса», на котором также была исполнена «Орландина». В 1996 году была издана сольная запись Хвостенко 1990 года «Парижские сейшена», также включающая эту песню.
Песню также исполняет Ольга Арефьева (альбом «Девочка-скерцо» 1997 года, а также бонус в подарочном варианте альбома «А и Б» 2006 года, причём в позднем варианте изменён текст — убраны упоминания сатаны, вместо него Орландина представляется Смертью).

## Влияние в культуре
- В Санкт-Петербурге существовал музыкальный клуб «Орландина», по названию песни.